# جیمز بامفری
جیمز بامفری (انگلیسی: James Bumphrey; ۴ مهٔ ۱۸۸۴ – ۲۰ ژانویهٔ ۱۹۴۶) بازیکن فوتبال اهل بریتانیا بود.
از باشگاه‌هایی که در آن بازی کرده‌است می‌توان به باشگاه فوتبال بیرمنگام سیتی اشاره کرد.